# François Ruegg
Pour les articles homonymes, voir Ruegg.
François Ruegg, né le 7 décembre 1954 à Bruxelles est un artiste plasticien suisse, céramiste de formation , utilisant principalement la porcelaine.
Ses œuvres s'inspirent d'abord des signaux urbains puis formulent une critique de la société, en mettant en cause l'oppression des normes et l'illusion des apparences.
Il est membre de l'Académie internationale de la céramique (AIC-IAC)   depuis 1994 et membre d'honneur de l'Association des Céramistes suisses (ACS-ASK) .

## Biographie
À la fin de ses études à l'École des arts décoratifs de Genève, section céramique (1976-1980), François Ruegg voyage aux États-Unis et découvre notamment les travaux de Ron Nagle (en), Richard Shaw et Toby Buonagurio (en). En 1982, il fait un stage dans l'Idaho au Sun Valley Center for the Arts , puis poursuit ses recherches dans son atelier en Suisse.
En 1993, il est invité au Lanka Ceramics Center of Research, à Colombo au Sri Lanka, pays où il reviendra à plusieurs reprises. En 1994 il est invité à réaliser un projet (soutenu par Pro Helvetia et la Fondation Ikea) à l'Esculea Taller Arte Fuego à Caracas (Venezuela), qui le conduira à enseigner, de 1995 à 1998, à l'Instituto Universitario Superior de Artes Plasticas Armando Reveron de cette ville.
Il revient en Suisse en 1998, où il est nommé professeur à l'École des Arts Décoratifs de Genève (future Haute école d'Arts appliqués). Il y enseignera jusqu'en 2013. En 2006 la Haute école d'Arts appliqués fusionne avec l'École supérieure des Beaux-arts pour former la Haute École d'art et de design (HEAD) de Genève. Il y effectue lui-même un postgrade[Quoi ?] en 2006.
Il mène à bien la réalisation de la fresque monumentale de Hans Erni devant l'entrée du Palais des Nations à Genève, inaugurée en 2009. Un des intérêts du projet était de développer des techniques de production industrielle novatrices adaptées à l'espace public en Suisse. En parallèle, il a animé plusieurs Masterclass ou Workshops, en France, au Brésil, en Espagne et en Chine.
En 2016-2017, il travaille plusieurs mois en résidence d'artiste à Jingdezhen en Chine pour mener à bien la réalisation des pièces de la série Statuts | Statues, exposées au Musée Ariana à Genève en 2017-2018.

## Œuvres
Entre 1985 et la fin des années 1990, les pièces sont généralement élaborées à partir de plaques de porcelaine assemblée, et font intervenir des ajouts de métal ou plexiglas,. Les signaux urbains (signalétique routière, néons, rythmes architecturaux), les nouveautés technologiques (code-barres) inspirent ses créations. Les contrastes d'ombres et de lumières sont une constante de son vocabulaire formel.

## Distinctions
- 1981 : Bourse Lissignol de la Ville de Genève
- 1984 : Diplôme d’honneur, neuvième Biennale internationale de céramique d’art, Vallauris
- 1989 : Prix exæquo de la biennale, Céramique suisse 89, 15e Biennale de l’Association des céramistes suisses, Yverdon-les-Bains
- 1996 : Prix spécial, The first international triennial of ceramics « Cups 96 », Belgrade
- 1997 : « Zadar » Prize, V. Svjetski triennale male keramike/V. World triennial exhibition of small ceramics, Zagreb
- 1999 : « Acquisition » Prize , idney Myer Fund International Ceramics Award, Shepparton
- 1999 : Mention, 4. Schweizer Keramik-Wettbewerb - 4e Concours Céramique Suisse, sur le thème « Le Plat », Soleure
- 2000 : Prix spécial du jury, The 6th Taiwan Golden Ceramics Awards, Taipei
- 2001 : Médaille de bronze, The 1st World Ceramic Biennale 2001 Korea International Competition, « Shaping the future with Earth », Icheon
- 2002 : Premio, Elit-tile 02-03, II Trienal internacional del tile ceramico, Saint-Domingue
- 2003 : Primer Premio, 1st Bienal International del Mosaico Contempororanea, San Nicolas de los arroyos, Buenos Aires
- 2003 : Mention honorable, The 2nd World Ceramic Biennale 2003 Korea International Competition, Icheon
- 2003 : Mention honorable, VI bienal internacional de ceràmica, Manises
- 2004 : Distinction du jury, The 5th Mashiko Ceramics Competition, Mashiko
- 2005 : Premier prix, III Biennal de ceràmica del Vendrell, El Vendrell
- 2006 : Second prix, The Second International Small Teapot Show, Mission Viejo
- 2008 : Finaliste, International Competition of the Taiwan Ceramics Biennal 2008, Taipei
- 2012 : 1er Prix,  Biennale Internationale de Céramique Contemporaine, Andenne

## Collections publiques et principales collections privées
- Musée Benaki, Athènes
- Berner Design Stiftung/Fondation bernoise de design, Berne
- Collection Fondation Pro Helvetia
- Colleccíon Mercantil, Caracas
- Collection Retraites populaires, Lausanne
- Everson Museum of Art, Syracuse/New-York
- Fonds d’art visuel de la Ville d’Yverdon-les-Bains
- Icheon World Ceramic Center [CERAPIA], Icheon
- Musée Ariana, Genève
- Musée de design et d'arts appliqués contemporains [Mudac], Lausanne
- Musée d’art et d’industrie André Diligent, Roubaix
- Musée national de Céramique, Sèvres
- Sidney Myer Fund, Shepparton
- Stiftung Keramion, Frechen
- Dosask Sammlung [Swissceramics], Soleure
- Taipei Yingge Ceramics Museum, Taipei
- The Saga Prefectoral Art Museum, Saga City

### Monographies
- (en + es) Ricard, François Ruegg, El fràgil absolut – The fragility of the absolute, El Vendrell, 2006 (OCLC 803618249)
- Myriam Poiatti, Contre nature morte, François Ruegg, Genève, Convergence, 2001 (ISBN 978-2-8399-0919-8, OCLC 999818675, lire en ligne [PDF])
- (fr + en + zh) Suzanne Rivier, François Ruegg, Statuts | Statues ; Parcours antérieur, Genève, L'Esprit de la Lettre, 2017, 117 p. (ISBN 978-2-940587-05-6 et 978-2-940587-06-3)monographie et catalogue d'exposition

### Principales publications
A l'exclusion des nombreux catalogues d'expositions ou articles de presse.
- (en) Sasha Wardell, Slipcasting, Londres, A & C Black London, 1997, 128 p. (ISBN 0-7136-4067-7, OCLC 718181207), p. 92-93, 114-115, repr.
- (en) Peter Lane, Contemporay studio porcelain, Londres, Philadelphie, A&C Black Editor, University of Pennsylvania Press, 2003, 256 p. (ISBN 0-7136-6637-4 et 0-8122-37722, OCLC 908624702), p. 130, 137, repr. coul.
- (en + zh) Ming Bai, World famous ceramic artists’ studios, Europe, vol. 1, Shijiazhuang, Hebei fine arts, 2005, 228 p. (ISBN 978-7-5310-2350-0 et 7-5310-2350-4, OCLC 464166529), p. 156-169, repr. coul.
- (en) Judith S. Schwartz, Confrontional ceramics, the artist as social critic, Londres, Philadelphie, A&C Black, University of Pennsylvania Press, 2008, 256 p. (ISBN 978-0-8122-4139-6, OCLC 805123644), p. 78, repr.
- (en) Brian Taylor et Kate Doody, Ceramic glazes, the complete Handbook, Londres, Thames and Hudson, 2014, 320 p. (ISBN 978-0-500-51740-6, OCLC 905107719), p. 158-159, repr. coul.
- (fr + en + zh) Suzanne Rivier, François Ruegg, Statuts | Statues ; Parcours antérieur, Genève, L'Esprit de la Lettre, 2017, 117 p. (ISBN 978-2-940587-05-6 et 978-2-940587-06-3)monographie et catalogue d'exposition

### Presse et autres médias
- Les sensations que peut procurer une théière, interview avec Roger d'Ivernois, Journal de Genève, 22 mai 1985
- L'artiste en flagrant délit, Journal de Genève, 13. juin 1989
- François Ruegg plaît aux Genevois, La Région, Nord Vaudois, 17 février 2010
- Michèle Baeriswyl-Descloux, François Ruegg, Statuts/Statues, Ariana Museum, A jour (swissceramics) no 3, 2017, p. 8-11
- Étienne Dumont, L'Ariana propose les sculptures céramiques voilées de François Ruegg, 5 octobre 2017
- Laurence Chauvy, François Ruegg, la porcelaine entre être et paraître, Le Temps, 9 janvier 2018